# Campaña de Tarapacá
La Campaña de Tarapacá fue la primera fase de la campaña terrestre de la Guerra del Pacífico, desarrollada entre noviembre y diciembre de 1879. Tras el triunfo chileno en la Campaña naval y la captura del Huáscar, Chile aseguró el control del océano y emprendió la invasión del departamento peruano de Tarapacá con el objetivo de derrotar al ejército aliado. 
Las fuerzas chilenas desembarcaron en Pisagua, derrotaron a la guarnición aliada y ocuparon el puerto. Una vez en tierra, una parte de los invasores quedó allí, otra parte fue enviada para contener un posible ataque de las fuerzas de Hilarión Daza que marchaban hacia el sur y una parte enfrentó a las fuerzas aliadas llegadas desde Iquique en la Batalla de Dolores (San Francisco). Vencidas, las fuerzas aliadas se retiraron al poblado de Tarapacá, donde se reunieron con la división Ríos (886 hombres) que había abandonado Iquique tras la noticia de la derrota en San Francisco. Un destacamento chileno fue derrotado en la Batalla de Tarapacá, pero las fuerzas peruanas y bolivianas, sin abastecimiento y sin comunicación con sus jefes, debió emprender una penosa marcha de 20 días hasta Arica.
La ocupación chilena de Tarapacá privó a Perú de su principal fuente de recursos fiscales que, una vez reiniciado el trabajo en las salitreras y guaneras, pasaría a engrosar las cajas fiscales chilenas, pero también traería a Chile el problema de la deuda peruana de la Era del Guano que estaba garantizada con los depósitos de guano y también, según los acreedores, con los depósitos de salitre.
El resultado de la campaña alejó a Bolivia aún más de su deseo de recuperar el Litoral (Antofagasta). Los gobiernos aliados de Prado y Daza fueron derrocados tras la derrota.

## Antecedentes
Durante la Mediación de Lavalle la pretensión del Gobierno de Chile era obtener el reconocimiento de su reivindicación sobre la franja territorial entre los paralelos 23° y 24° Sur, que era  disputada con Bolivia. Cuando se hizo público que existía un Tratado secreto de alianza entre Perú y Bolivia y Perú no se declaró neutral, Chile exigió la abrogación del pacto y mantuvo su reivindicación territorial, aunque por razones militares ocupó el territorio boliviano al norte de la franja 23°-24°.
Para lograr la consecución de sus objetivos políticos los chilenos iniciaron la invasión de Perú. La preparación administrativa de la campaña chilena estuvo en manos del Ministro de Guerra Rafael Sotomayor Baeza. Por su parte, Mariano I. Prado entregó la administración del República del Perú y viajó a Arica para dirigir la guerra contra Chile.

## Relieve e hidrografía del terreno

### Geografía
El entonces Departamento peruano de Tarapacá abarcaba desde la Quebrada de Camarones en el norte hasta el Río Loa en el sur y está incluida en el Desierto de Atacama que continúa hacia el norte (Arica) y hacia el sur (Antofagasta). El departamento se situaba entre los grados 18° y 21° de latitud sur y limitaba al este con la Cordillera de los Andes (donde comenzaba el altiplano) y al oeste con el Océano Pacífico y poseía una superficie de 55 000 kilómetros cuadrados.    
Existen dos cordilleras, una llamada la "Cordillera de la Costa" con una altitud promedio de 1200 m s. n. m. y las estribaciones de la Cordillera de los Andes y al medio de ella con un ancho promedio de 50 kilómetros se encuentra el Desierto del Tamarugal, llamado así por la gran cantidad de matas espinosas conocidas como los "Tamarugos" que crecen en su arenoso suelo. 
Las angostas franjas de playa, cuando existen, son cortadas abruptamente por la Cordillera de la Costa, permitiendo solo el acceso al interior en contados lugares.: 53 

### Hidrografía
Ente sus principales ríos se encuentra el Río Camarones y el Río Loa. El Camarones solamente llega al mar en determinadas épocas del año y el Loa es continuo y a lo largo de sus riberas surgieron pequeños pueblos o haciendas con pastos que facilitan el uso de animales de carga. A lo largo de la costa existen quebradas muy profundas formadas en épocas prehistóricas y que cortan la continuidad del desierto que favorecieron de esa manera la instalación de puertos como el de Pisagua, el Mejillones del Perú, el Junín, el Patillos, etc.

### Clima
En la zona y debido a la evaporación de las aguas del pacífico existen neblinas llamadas localmente como "Camanchacas", las cuales son muy densas y que a veces dificultan la orientación, asimismo proveen de algo de humedad a los suelos que dicho sea de paso son de tipo salitroso en algunas zonas y de tipo arenoso  en su generalidad. La naturaleza del suelo tiene características refractarias lo que origina diferencias de temperatura, las cuales pueden llegar inclusive hasta los 40° centígrados en el día y en la noche descienden a los 0° centígrados. Estas diferencias acentúan las dificultades para vivir en esta zona desértica, considerada la más árida del mundo por su índice pluviométrico anual casi nulo al carecer de lluvias. 
El desierto es interrumpido por unos pocos sectores regados por ríos intermitentes, con excepción del Loa, que fluye todo el año. Estos ríos se sumergen en la Desierto de Tamarugal, pero permiten captar agua mediante la excavación de pozos profundos en algunas partes del desierto,: 54  como en Dolores, Pozo Almonte y San Lorenzo.: 530 
En particular se debe destacar que el agua consumida en Pisagua, que sería la puerta de entrada a Tarapacá para los chilenos, era traída desde Arica en barcos cisternas y distribuida a las salitreras con el ferrocarril. Una fuente muy escasa existía en Pisagua, pero no era suficiente ni antes del desembarco ni menos después.: 565 

### Transporte

#### Caminos longitudinales
En la época y antes de la invasión chilena, existían varios caminos entre las estaciones salitreras, pero las principales vías terrestres longitudinales eran tres y entre ellos se encontraba:
- Primer Ruta: Este era el camino de la costa que iba por la cresta de la cordillera marítima y unía a Camarones con Pisagua, Junín, Mejillones, Iquique, El Molle, Patillos, Guanillos y el Loa.
- Segunda Ruta: Este camino iba por el interior del Departamento, con agua disponible en las estaciones salitreras y con un itinerario que bordeaba el desierto, unía Camarones con Tacna, y Camarones con Jazpampa, Dolores, Negreiros, Pozo Almonte, La Noria, Soledad y Quillagua.
- Tercera Ruta: este era el camino que iba por las estribaciones de la cordillerade los andes, con mayores recursos por la valles irrigados por los nevados, iba desde Camarones a Soga, Pachica, Tarapacá, Pica y Quillagua.

#### Caminos transversales
Los caminos transversales eran los de Pisagua a Isluga, de Iquique a Challa y de Iquique a Guatacondo. Los caminos que unían las rutas transversales con las longitudinales eran los que iban de Iquique a Negreiros, de Patillos a La Noria, de Iquique a La Noria y de Caleta Buena a Agua Santa.

### Ferrocarriles
En el Departamento de Tarapacá existía un ferrocarril de 73 kilómetros que iba desde Pisagua hasta Agua Santa y había también otro ferrocarril de 71 kilómetros que conectaba a Iquique con Pozo Almonte, además estaba igualmente el ferrocarril salitrero de Patillos a Lagunas de 85 kilómetros. Cabe mencionar también que se había construido un camino de 57 kilómetros que unía las estaciones ferroviarias de Agua Santa y Pozo Almonte.

## Concentración de fuerzas
A pesar de la amenaza que pendía sobre sus transportes durante la Campaña naval, ambos ejércitos habían logrado concentrar tropas en los puertos principales de Arica, Iquique y Antofagasta. El presidente de Perú tenía su cuartel general en Arica y el de Bolivia en Tacna. La presencia de ambos era, en parte, consecuencia del Pacto de Alianza, que daba el comando de las fuerzas al oficial de mayor rango en la zona. 
| Ejército de Chile en Antofagasta junio-julio de 1879 según G. Bulnes: 344–346 - Comandante en Jefe del ejército del norte: Gral. Justo Arteaga - Jefe de estado mayor: Col. José Antonio Villagrán Correas | Ejército de Perú y Bolivia en Tarapacá según W. Ekdahl: 269 - Comandante en Jefe del ejército del sur : Col. Juan Buendía - Jefe de estado mayor: Col. Belisario Suárez | Ejército de Perú y Bolivia en Tarapacá según W. Ekdahl: 269 - Comandante en Jefe del ejército del sur : Col. Juan Buendía - Jefe de estado mayor: Col. Belisario Suárez |
| Infantería | | |
| Unidades chilenas - Regimiento Buin 1. de Línea (1.209) - Regimiento 2. de Línea (1.177) - Regimiento 3. de Línea (1.133) - Regimiento 4. de Línea (1.076) - Regimiento Santiago (1.168) - Brigada de Zapadores (410) - Batallón Navales (637) - Batallón Chacabuco (606) - Batallón Bulnes (486) - Batallón Valparaíso (338) | Unidades peruanas - 1. División Velarde (Iquique) - 2. División de Andrés Cáceres (al sur de Iquique) - 3. División de Francisco Bolognesi (Hospicio y Molle) - 4. División de Justo Pastor Dávila (La Noria) - 5. División de José Miguel de los Ríos (Iquique) - 6. División de Mariano Bustamante (Iquique) | Unidades bolivianas en Tarapacá I División GDD Carlos de Villegas (2003) - Btn. Dalence (545) - Btn. Paucarpata CRL Pablo Idaguiez (456) - Btn. Olañeta CRL Julián López (483) - Btn. Illimani CRL Ramón González (539) III División GDB Pedro Villamil (1.973) - Btn. Victoria CRL Juan Granier (535) - Btn. Independencia CRL Pedro Vargas (429) - Btn. Vengadores (500) - Btn. Aroma (500) Unidades bolivianas que debían llegar con H. Daza (3000 hombres) - Batallón Viedma - Batallón Padilla - Batallón Colorados - Batallón 2. de Línea - Batallón 3. de Línea - Columna Artilleros (sin material) - Escuadrón Coraceros - Escuadrón Escolta |
| Caballería | | |
| - Regimiento de Cazadores (489) - Compañía de Granaderos | - Húsares de Junín | - Reg. Húsares de Bolivia CRL Julián López (280) (La Noria) |
| Artillería | | |
| - Batallón artillería de línea (536) | | |
| Chilenos según Dellepiane: 16.047: 70 | Peruanos según Dellepiane: 6.367: 70 | Bolivianos según Dellepiane: 4.240: 70 |
| Chilenos según G. Bulnes: 9.500: 344 | Aliados según G. Bulnes: 10.933: 536 | Aliados según G. Bulnes: 10.933: 536 |
| | Más 3.000 bolivianos y los jinetes de Albarracín que llegarían con Daza | |

Según Carlos Dellepiane, los batallones aliados permanecieron inactivos durante su estadía en el desierto, al contrario del contingente chileno que realizó marchas, ejercicios y otros trabajos que le permitieron apreciar las características de las operaciones militares en el desierto: necesidad de agua, alimentos y forraje, problemas de transporte, vicisitudes del clima, velocidad de marcha, etc. Esto le permitió estar mejor preparado para los combates que vendrían.: 73  A esto debe agregarse que una parte importante del contingente chileno que fue reclutado, trabajaba en y era conocedor de la zona y muchos de ellos habían sido expulsados de Perú y que guardaban rencor a quienes les habían quitado lo ganado mientras trabajaban para Perú.: 190 
Los aliados reclutaron sus fuerzas también entre los habitantes de la región que albergaba a peruanos y bolivianos en diferentes proporciones desde Arica hasta Antofagasta. Siguiendo una directiva de su gobierno, Alfonso Ugarte formó y costeó el batallón Iquique formado por 357 artesanos de la ciudad que le dio el nombre. También se formaron la Columna naval con 203 fleteros y cargadores del puerto, la Columna de Honor con cerca de 60 hijos de "buenas familias" y la Columna Loa, con 286 bolivianos de la región.: 63 
Las unidades aliadas llegaban normalmente por mar en los transportes Limeña, Oroya y Chalaco, pero la 1. División de Villamil hizo la marcha desde Arica hasta Pisagua.: 66 
Otra diferencia notable era que el ejército chileno operaba aún con unidades no mayores a un regimiento, es decir, no estaba preparado para operar conjuntamente caballería, artillería e infantería que no fuese bajo las órdenes directas del comandante en jefe. Este anacronismo sería corregido antes de la campaña de Tacna y Arica con la formación de cuatro divisiones.

## Planes de Operaciones

### Planes aliados
El plan de operaciones navales aliado hasta la pérdida de la Independencia (21 de mayo) era impedir el transporte y abastecimiento de las tropas chilenas mediante la destrucción o la captura de las naves enemigas menores y si la situación les daba ventajas, enfrentar naves mayores con el Huáscar y la Independencia. El gobierno de Lima debía entretanto adquirir nuevas y más poderosas naves de guerra.: 168  En tierra, existía la posibilidad de atacar a las fuerzas chilenas en Antofagasta tanto desde Tarapacá como desde Potosí. 
El general Narciso Campero formó en Potosí la 5.ª división del ejército boliviano, que debía atacar desde el altiplano a las fuerzas chilenas en Antofagasta, pero que no fue abastecida con los pertrechos necesarios —uniformes, botas, víveres, armas— siquiera para una marcha. Pese a ello, Campero logró con grandes sacrificios desplazar su fuerza por el sur de Bolivia, inquietando al mando chileno. Sin embargo, permaneció en el altiplano y nunca logró acercarse al desierto por las razones dadas.: 594  En diciembre de 1879, ya finalizada la campaña, ocurrió el combate de Tambillo, una escaramuza entre fuerzas bolivianas del altiplano y chilenas estacionadas cerca de San Pedro de Atacama.
En 1884 Pascual Ahumada Moreno publicó en su obra de recopilación de documentos referentes a la guerra, el resumen de un artículo publicado el 20 de mayo de 1879 en Shipping & Mercantile Gazette de Londres. En él se detalla un plan aliado que partía con la destrucción de la Esmeralda y Covadonga en Iquique el 21 de mayo, luego el hundimiento de las naves de abastecimientos y transporte en Antofagasta para inmovilizar a la flota chilena en ese puerto tras su regreso desde su fallida incursión a Callao. Sin abastecimientos, las tropas chilenas en Antofagasta y la línea del Loa (Tocopilla, Calama, Quillagua) serían derrotadas por tierra. Posteriormente se enviaría una expedición armada a Valparaíso con un ultimátum que preveía la rectificación de la frontera de Bolivia al paralelo 27.15°S (es decir Caldera (Chile) pasaría a ser parte de Bolivia, con el nombre de "Bolivar"), pago de una indemnización de 10 000 000 de pesos a Bolivia y 25 000 000 de soles a Perú por costos de la guerra. En caso de no ser aceptado el ultimátum en un lapso de doce horas, Valparaíso sería bombardeado y se desembarcarían tropas para incendiar la ciudad. Hilarión Daza avanzaría hacia el sur y ocuparía "Bolivar" (es decir Copiapó) y a Santiago para apoyar el tratado de paz.
La pérdida de la Independencia frustró cualquier plan ofensivo que los aliados forjaron. La desventaja naval que arrastraban desde el comienzo del conflicto les impidió cualquier abastecimiento sistemático de sus tropas. Desde un entonces, el plan de los aliados fue reforzar en lo posible las defensas de Tarapacá, Arica y Tacna para evitar una posible invasión chilena. La falta de servicios auxiliares les impedía también operaciones terrestres.: 263  Las tropas aliadas en Tarapacá nunca tuvieron provisiones para más de un mes.: 268 

### Planes chilenos
Existieron varias condicionantes de la estrategia chilena para invadir Tarapacá:
1. Inicialmente el peligro que representaba la pequeña pero audaz flota peruana con el Huascar que amenazaba cualquier nave chilena entre Caldera y Tocopilla. Incluso el Estrecho de Magallanes debía ser vigilado por las naves de guerra chilenas.
2. Inicialmente la falta de municiones.[1]: 192
3. La elección del lugar de desembarco que permitiese un golpe rápido y definitivo a las fuerzas aliadas.
4. Desbaratar la alianza y colocar a Bolivia con Tacna y Arica como un Estado colchón entre Chile y Perú.
5. Impedir con un rápido final una intervención extranjera, europea, estadounidense o argentina.
6. Considerar la posibilidad de un ataque boliviano desde el Altiplano a Antofagasta.[1]: 178, 225–226, 230
7. Considerar la opción de apoyar la campaña en Tarapacá con fuerzas llegadas por tierra desde Antofagasta.[1]: 594

Son innumerables las páginas escritas por los historiadores para seguir la discusión en Chile de las opciones, las ventajas, desventajas, peligros, consecuencias, promotores, detractores, etc de cada una de las alternativas, que a su vez cambiaban de acuerdo a como se desarrollaban los hechos.
El historiador peruano Carlos Dellepiane sostiene que «[l]os chilenos pensaron invadir Tarapacá sin tener finalidad precisa en sus operaciones de guerra; escogieron una región que diera facilidades de vida a las tropas sin planear nada sobre el choque con las fuerzas adversas; el puerto de desembarco fue determinado por la inspiración de civiles ignorantes de los preceptos del Arte de la Guerra que no discernían sobre las condiciones estratégicas que este requería para orientar mejor las fuerzas contra el enemigo».: 85 
Como sea, los chilenos eligieron efectivamente Pisagua y la caleta de Junín (17.5 kilómetros al sur de Pisagua: 57 ) como punto de desembarco, pero no tenían planes de operaciones posteriores.: 131 

## Desembarco en Pisagua y Junín
Ambos beligerantes tenían vigías y destacamentos en la llamada Línea del Loa, que para los chilenos significaba Tocopilla, Quillagua, Calama y para los aliados Huanillos, Pabellón de Pica y Monte Soledad. El 10 de octubre de 1879 ocurrió el Combate de Quillagua, resultado de la cercanía entre ambos ejércitos, que no tuvo consecuencias militares.
Organización del transporte
Para la preparación del desembarco se construyeron chalanas y muelles (transportables) de embarque y desembarco, se debió considerar la disponibilidad de espacio en las naves y la distribución de las tropas embarcadas en ellas, se calculó y dispuso el personal naval necesario para dirigir las lanchas de desembarco, se calculó la necesidad de agua potable y su transporte, se adquirieron máquinas desalinizadoras para la primera fase del desembarco.
El 28 de octubre de 1879 zarpó de Antofagasta un convoi compuesto de 14 vapores y un buque de vela custodiado por el Cochrane, la Magallanes, la O’Higgins y la Covadonga con 9.500 expedicionarios y 850 caballos.: 520 
El convoy constaba de los siguientes navíos con sus pasaje y carga:
| Cochrane                                                      |                                                 |                   |                   |                                           |                |                |                                               |         |          | Magallanes |
|                                                               | Itata                                           | Itata             | Itata             | Amazonas                                  | Amazonas       | Amazonas       | Loa                                           | Loa     | Loa      |            |
|                                                               | Unidad                                          | hombres           | caballos          | Unidad                                    | hombres        | caballos       | unidad                                        | hombres | caballos |            |
|                                                               | Regimiento 3° de Línea                          | 1100              | 5                 | Cuartel General y Estado Mayor            | 80             |                | Un batallón del Regimiento 2° de Línea        | 560     | 3        |            |
|                                                               | 1. bat. artillería de montaña (6p.)             | 125               | 80                | Batallón Cívico de Artillería Naval       | 640            |                | Una batería de artillería de campaña          | 125     | 80       |            |
|                                                               | Una compañía. Cazadores a caballo               | 115               | 125               | Batallón Zapadores                        | 400            |                | Una compañía de Cazadores a caballo           | 115     | 125      |            |
|                                                               | (Caballos de la compañía Cazadores en Amazonas) | -                 | 80                | Batallón Valparaíso                       | 300            |                | Animales de la batería que va en el Amazonas) |         | 80       |            |
|                                                               |                                                 |                   |                   | Una batería artillería de campaña (6p.)   | 125            |                |                                               |         |          |            |
|                                                               | Total Itata                                     | 1.340             | 300               | Total Amazonas                            | 1.545          |                | Total Loa                                     | 800     | 288      |            |
|                                                               | Abtao                                           | Abtao             | Abtao             | Lamar                                     | Lamar          | Lamar          | Limarí                                        | Limarí  | Limarí   |            |
|                                                               | 4 comps. Regimiento 4° de Línea                 | 600               | 3                 | Resto del 2° de Línea                     | 90             |                | Batallón Atacama                              | 590     | 3        |            |
|                                                               |                                                 |                   |                   | Resto batallón Coquimbo                   | 50             |                | Una batería artillería de montaña (6p)        | 125     | 41       |            |
|                                                               |                                                 |                   |                   | Resto del Regimiento Cazadores a caballo  | 50             | 50             | 1 compañía de Cazadores a caballo             | 115     |          |            |
|                                                               |                                                 |                   |                   | Una batería de artillería                 | 125            |                |                                               |         |          |            |
|                                                               | Total Abtao                                     | 600               | 3                 | Total Lamar                               | 315            | 50             | Total Limarí                                  | 830     | 44       |            |
|                                                               | Matías Cousiño                                  | Matías Cousiño    | Matías Cousiño    | Santa Lucía                               | Santa Lucía    | Santa Lucía    | Toltén                                        | Toltén  | Toltén   |            |
|                                                               | Batallón Chacabuco                              | 600               | 3                 | Parte del Regimiento 4° de Línea          | 210            |                | Dos compañías Regimiento 4° de Línea          | 300     | 0        |            |
|                                                               |                                                 |                   |                   | Jornaleros, obreros, etc                  | 100            |                |                                               |         |          |            |
|                                                               | Total Matías Cousiño                            | 600               | 3                 | Total Santa Lucía                         | 310            | 0              | Total Toltén                                  | 300     | 0        |            |
|                                                               | Angamos                                         | Angamos           | Angamos           | Copiapó                                   | Copiapó        | Copiapó        | Huanai                                        | Huanai  | Huanai   |            |
|                                                               | Regimiento de Artillería de Marina: 222         | 800               |                   | Regimiento 1° de Línea "Buin"             | 1100           | 5              |                                               |         |          |            |
|                                                               |                                                 |                   |                   | Una batería de artillería de montaña (6p) | 125            | 46             | Una batería Regimiento 2° de Línea            | 450     | 3        |            |
|                                                               |                                                 |                   |                   | Mulas de municiones                       |                | 9              |                                               |         |          |            |
|                                                               | Total Angamos                                   | 800               | 0                 | Total Copiapó                             | 1.225          | 60             | Total Huanai                                  | 450     | 3        |            |
|                                                               | Paquete del Maule                               | Paquete del Maule | Paquete del Maule | Elvira Álvarez                            | Elvira Álvarez | Elvira Álvarez | Toro                                          | Toro    | Toro     |            |
|                                                               | Batallón Coquimbo                               | 500               | 2                 | Carabineros de Yungay                     | 90             | 100            | Solo pertrechos                               |         |          |            |
| O'Higgins                                                     | Total Paquete del Maule (2)                     | 500               | 2                 | Total Elvira Álvarez                      | 90             | 100            | Total Toro                                    | 0       | 0        | Covadonga  |
| - El Cochrane transportaba al batallón Bulnes de 500 hombres. |                                                 |                   |                   |                                           |                |                |                                               |         |          |            |

Especial atención recibió la provisión de agua potable que llevaba la expedición. Los fondos de lastre de las naves fueron llenados con agua dulce y se contabilizó la capacidad de cada nave con caldera a vapor para la desalinización de agua. Según F. Machuca, el convoy producía diariamente 70.000 litros de agua potable que, normalmente, eran necesarios para la propulsión de las naves.: 211–212 
Desembarco y combate
El Desembarco y combate de Pisagua, y una sección menor en la Caleta de Junín, comenzó a las 7:00 del 2 de noviembre con un duelo de artillería entre las naves de guerra y los fuertes norte y sur del puerto. A las 10:00, cuando ya habían sido silenciados definitivamente los fuertes, desembarcaron en tres oleadas de 450 hombres cada una bajo fuego de fusilería de los 1300: 547  defensores aliados. A las 14:00 horas terminó el combate con la huida de los últimos defensores dejando importantes instalaciones del puerto. El desembarco de 2500 hombres en la Caleta de Junín demoró hasta la 17:00 horas: 559  y confirmó a la Caleta como un pésimo lugar de desembarco.
Asentamiento chileno
La ocupación de Pisagua abrió la puerta de Tarapacá a los invasores. El ferrocarril de Pisagua al interior cortaba las líneas de comunicación y abastecimiento entre Iquique y Arica. Sin embargo el problema del agua estaba aún por resolver y las líneas y el ferrocarril debían ser revisados y reparados. También se realizaba la descarga de equipos y víveres que demoró 5 días.
Una partida de dos compañías de Cazadores a caballo encontraron en Jazpampa agua, forraje y víveres y un convoy del ferrocarril dispuesto a partir. Continuaron su exploración y el 5 de noviembre llegaron a Dolores donde se cercioraron de que el pozo surtía agua fresca y clara y las bombas de agua estaban en buen estado. Siguiendo los rieles llegaron a Agua Santa. Allí derrotaron un destacamento de caballería aliada en el Combate de Pampa Germania (4 de noviembre). Desde allí, fin de la línea férrea que salía de Pisagua, volvieron al puerto con la buena nueva de que el enemigo en su huida había dejado toda la infraestructura sin destruir.: 573 
Reorganización aliada
Entretanto, el general Buendía logró reunir a los desbandados defensores de Pisagua y una unidad que concurría en ayuda, 1500 hombres en total, en Agua Santa. Suárez salió desde Iquique y reunió 8000 en Pozo Almonte, aunque faltaban 1300 acantonados en Monte Soledad. A Suárez y Buendía los separaba la parte salitrera que no tenía ferrocarril, entre Agua Santa y Pozo Almonte. La intención aliada fue reunirse en Agua Santa y en eso estaba la división "Vanguardia" y la caballería aliada cuando ocurrió el desastroso combate en Pampa Germania. También la división "Vanguardia" bajo el mando de Justo Pastor Dávila debió volver al sur por falta de agua. Obligado por las circunstancias, Buendía resolvió dirigirse a Pozo Almonte, donde se encontratron el 7 de noviembre. Antes de abandonar Agua Santa hizo quemar y inutilizar todo lo que pudiese servir al enemigo.: 106  Con excepción de la 5. División de Ríos que quedó defendiendo Iquique, todas las fuerzas aliadas, incluso las de Monte Soledad que llegaron más tarde, se reunieron en Santa Adela, al norte de Pozo Almonte el 15 de noviembre.
Daza anuncia su llegada
Informados y reunidos los jefes aliados en Tacna se decidió que las fuerzas bolivianas estacionadas en Tacna (3.000-3.500 hombres) marchasen al sur para derrotar a los invasores en un ataque conjunto con las fuerzas que se alistaban en Pozo Almonte. Se le comunicó a Buendía que Daza llegaría a Tana el 16 de noviembre con dos divisiones bolivianas y 15 cañones.: 576 

## Batalla de Dolores
En el campo chileno se establecieron 6.000 hombres en Dolores, donde debían fortificar el terreno en torno a un pozo de agua y esperar al enemigo. El 18 llegó la artillería. El resto, Regimiento n.º 2 de artillería de marina, una brigada del Zapadores, una del Chacabuco, una del Bulnes más una batería de artillería, quedó en Hospicio, la cima de los cerros que rodean Pisagua, y un batallón del Regimiento Esmeralda y el batallón Santiago quedaron en el puerto mismo. La caballería chilena quedó repartida en Dolores y, para aprovechar el forraje, en Tiviliche. La órdenes de Aníbal Pinto eran: asentarse fuertemente en Pisagua, prepararse a reembarcar en caso de asedio enemigo e intentar solo con la caballería cortar los suministros a Iquique por tierra y por mar continuar el bloqueo.: 587–588 
En el campo aliado se acordó atacar a los invasores desde el norte, por las divisiones de Hilarión Daza y por el sur, por las fuerzas de Buendía que ya estaban reunidas en Pozo Almonte. El punto de reunión previsto era Dolores.: 598 
Daza salió de Arica el 11 de noviembre y llegó a la Quebrada de Camarones el 14. Allí se produjo, el 16 de noviembre, la inexplicable contramarcha de las fuerzas bolivianas a Arica cuyas razones, quizás por las consecuencias que tendría la deserción hasta hoy, aún no son dilucidadas por la historia.: 309  Según Daza, contra su voluntad y aceptando el voto de mayoría de sus subalternos se ordenó porque los oficiales constataron que los soldados físicamente no podían continuar la marcha.: 599  Eliodoro Camacho, uno de los oficiales bolivianos presentes, niega la versión de Daza y sostiene que fue el miedo de Daza el resorte que motivó la orden. Juan José Pérez aporta, según G. Bulnes, la razón más meritoria: el temor de Daza de perder en una batalla al batallón Colorados, sostén militar de su poder político en Bolivia.: 600  Según Querejazu Daza actuó pagado por Chile.: 131  Daza y su guardia pretoriana continuaron hasta Tana y permanecieron allí hasta después de la Batalla de Dolores. Albarracín y sus jinetes lo acompañaron hasta Tana, pero pasaron a través del campo chileno hasta Pozo Almonte. 
Cuando Prado se enteró de que Daza no llegaría a la cita, ordenó a Buendía dar la batalla. La marcha de Pozo Almonte a Agua Santa, el trayecto sin línea de ferrocarril a través del desierto, es descrita en forma diferente por los historiadores. Según G. Bulnes, se efectuó sin contratiempos, "Los víveres si no eran abundantes fueron suficientes, lo mismo el agua": 603  Querejazu "la marcha se emprendió sin recurso alguno".: 316 
La vista de las tropas aliadas sorprendió sin preparación al mando chileno, que tenía el convencimiento de que Buendía no saldría de la cercanía de Iquique. En último momento se emplazó las fuerzas en los mejores lugares que la prisa permitía.: 605  La batalla de Dolores o de San Francisco, librada el 19 de noviembre de 1879, ha sido caracterizada por Basadre, que cita a G. Bulnes, como "un avance de la infantería peruana-boliviana contenido por la artillería chilena."
La derrota aliada fue total, aunque los chilenos no persiguieron el desbande de las fuerzas aliadas hacia Pozo Almonte y el poblado de San Lorenzo de Tarapacá donde finalmente pudieron reunirse y adonde acudieron también las últimas fuerzas aliadas que guarnecían Iquique, en total entierran a unos 4.270 soldados en el poblado.

## Ocupación de Iquique
El 23 de noviembre, la Armada de Chile con el ministro Sotomayor a la cabeza desembarcó y tomó posesión de la ciudad. En esta ciudad estaban prisioneros los marinos de la Esmeralda que lucharon en el Combate naval de Iquique. El Capitán de Navío Patricio Lynch es designado como Comandante de Armas de la ciudad. Además se localizan las sepulturas del Capitán Prat, del Teniente Serrano y del Sargento Aldea, que habían sido enterrados en tumbas anónimas para prevenir el saqueo de sus sepulturas.

## Batalla de Tarapacá
El 24 de noviembre salió hacia Tarapacá en persecución de los remanentes aliados una columna chilena de 312 soldados que posteriormente fue incrementada sumando en total 2300 soldados, aproximadamente la mitad del ejército aliado reunido en el poblado. Era inicialmente una misión de reconocimiento. Ambas fuerzas se enfrentaron en la Batalla de Tarapacá, ocurrida el 27 de noviembre, donde las fuerzas chilenas fueron derrotadas. A pesar de esta victoria, en la misma noche, las tropas peruanas se retiran de Tarapacá en dirección a Pachica, dejando los cañones tomados a los chilenos enterrados en la arena, pero llevando prisioneros y trofeos. Desde aquí salen hacia Arica, para arribar a su destino el 18 de diciembre de 1879.

## La retirada peruana de Tarapacá
Pese a la victoria peruana en la Batalla de Tarapacá esta no cambiaria el resultado estratégico de la Campaña de Tarapacá, en completo aislamiento y desabastecimiento hacia insostenible la defensa del territorio, por lo que Juan Buendía y Noriega decidió volver a Arica por las montañas por senderos casi intransitables, para luego cruzar el desierto en diagonal (480 KM cubiertos en 22 días) a esto se suma el trayecto agreste y escarpado, la escasez general de víveres, la falta de agua y la exposición a temperaturas extremas, condiciones que generaron deserciones y la pérdida de un gran material de guerra, incluidos todos los cañones capturados al enemigo.
Finalmente el 18 de diciembre, el remanente del ejército del sur llegaría hasta Arica, (3416 soldados peruanos y 634 dispersos reunidos en días posteriores) tan pronto como las tropas peruanas hicieron el ingreso a la plaza, el contraalmirante Lizardo Montero separó del cargo al general Juan Buendía y Noriega y al coronel Belisario Suárez para que fueran sometidos a juicio por el fracaso sufrido en la defensa del departamento de Tarapacá, aunque Belisario Suárez y otros oficiales serían finalmente permitidos de reincorporarse al ejército para prestar apoyo en las siguientes etapas de la guerra.

## Consecuencias
La victoria chilena en esta campaña tuvo importantes consecuencias políticas, económicas, sociales y militares. 
Políticas
Chile ocupa la provincia de Tarapacá, inicialmente solo con el objetivo de guardar una prenda que garantizaría el pago de una indemnización por los gastos de la guerra. Aunque existían en Chile voces que exigían la anexión de la rica provincia, no era esa la motivación del gobierno.
Las consecuencias políticas en Perú y Bolivia fueron telúricas, los gobiernos de Prado y Daza fueron depuestos y reemplazados por Nicolás de Piérola y el General Narciso Campero respectivamente.
Económicas
Económicamente, si bien debido al bloqueo de Iquique Perú ya había dejado de exportar salitre y guano, la pérdida de Iquique aumentó las dificultades económicas de Perú porque los acreedores comenzaron a dudar de la capacidad peruana de pagar sus deudas y comenzaron a negociar con Chile.: 34  El reinicio de las actividades económicas tardaría aún, pero entonces comenzaron a ingresar a las cajas fiscales chilenas los impuestos de Tarapacá y que serían argumentos para la anexión de la provincia. La primera partida de salitre, 1.164 quintales, fue embarcada el 5 de enero de 1880.: 648 
Militares
Militarmente significó para la alianza la pérdida de una parte importante de sus ejércitos y de una base naval que acercó a la flota chilena más aún a Arica y Callao. La 5. División del Ejército de Bolivia fue enviada a Oruro. Sin sus pares en Iquique no servía ni como amenaza.
Tras la ocupación de Tarapacá, la Armada de Chile dio comienzo al Bloqueo de Arica que prededió a la Campaña de Tacna y Arica.
Sociales
En noviembre de 1879, tras la capitulación de Iquique, 1.300 peruanos se embarcaron en el vapor Ilo con destino a Arica y el Callao.: 476 
Personales
El general Juan Buendía, el coronel Belisario Suárez y otros oficiales peruanos fueron enjuiciados por incumplimiento de sus deberes militares: falta de acuerdo previo para el ataque, falta de reconocimiento previo, falta de servicios a la tropa, falta de acuerdo previo de un punto de encuentro en caso de retirada, abandono de la batalla antes del término. El proceso nunca fue terminado.: 31 
José Francisco Vergara, para quien la campaña había tenido un comienzo tan promisorio, posteriormente se enemistó gravemente con el jefe del estado mayor Emilio Sotomayor (hermano de Rafael) y estaba envuelto en la renuncia del militar y de esa manera también en el debacle de la batalla de Tarapacá por lo que decidió retirarse del ejército. Tras la muerte del ministro de guerra en campaña Rafael Sotomayor Baeza durante la siguiente Campaña de Tacna y Arica, pasó a ocupar su puesto. Emilio Sotomayor continuo en sus funciones.: 650 

## Análisis
Los historiadores han condenado la planificación de las operaciones por ambos beligerantes.
Wilhelm Ekdahl Anglin critica la decisión de M. I. Prado de ceder a las presiones de la opinión pública para reforzar Iquique y expulsar a los chilenos de Antofagasta. Pero, su decisión fue por lo menos mejor sustentada que la del presidente chileno que envió al ejército a Pisagua sin tener un plan de operaciones acordado.: 131  En ambos casos las consideraciones políticas prevalecieron sobre las conveniencias militares.: 132  Sin duda un interesante punto, donde debe terminar la injerencia de la política en la estrategia militar.
Mientras G. Bulnes celebra la precaución de Sotomayor de no iniciar persecuciones ni buscar combate: 578 , Dellepiane lo acusa de ignorante e inactivo.: 102–103 
Bulnes rememora la faltas de preparación aliada y chilena antes de las batallas de Dolores y Tarapacá y critica a los mandos superiores de ambos ejércitos:: 652 
La concepcion de la guerra del desierto que mirada a la luz de la esperiencia de la historia es de una claridad tan grande, no fue comprendida ni en el Cuartel jeneral chileno ni en el de la Alianza. La jeneralidad creía que la campaña consistía en buscar al enemigo, medirse con él i vencerlo, sin considerar que el combate era la cúspide de una labor de preparacion i de organizacion.